# Eclipse lunar de enero de 2018
| Eclipse total de luna 31 de enero de 2018                                  | Eclipse total de luna 31 de enero de 2018 |
| -------------------------------------------------------------------------- | ----------------------------------------- |
| Previo                                                                     | Eclipse \| Eclipse total \| Saros         |
| Posterior                                                                  | Eclipse \| Eclipse total \| Saros         |
| Eclipse lunar total en Japón, 13:03 UTC.                                   |                                           |
| La Luna pasando de derecha a izquierda a través de la sombra de la Tierra. |                                           |
| Saros                                                                      | 124 (49 de 73)                            |
| Duración (h:min:s)                                                         |                                           |
| Total                                                                      | 01:16:04                                  |
| Parcial                                                                    | 03:22:44                                  |
| Penumbra                                                                   | 05:16:04                                  |
| Contactos                                                                  |                                           |
| P1                                                                         | 10:51:15 UTC                              |
| U1                                                                         | 11:48:27 UTC                              |
| Máximo                                                                     | 12:51:47 UTC                              |
| U4                                                                         | 15:11:11 UTC                              |
| P4                                                                         | 16:08:27 UTC                              |

Un eclipse lunar total ocurrió el 31 de enero del 2018, siendo el primero de los dos eclipses lunares totales de 2018, el siguiente eclipse total ocurrió el 27 de julio de 2018.

## Visualización

### Mapa
El siguiente mapa muestra las regiones desde las cuales fue posible ver el eclipse. En gris, las zonas que no observaron el eclipse; en blanco, las que sí lo vieron; y en celeste, las regiones que pudieron ver el eclipse durante la salida o puesta de la luna.

### Perspectiva de la Luna
Esta simulación muestra la perspectiva desde la Luna al momento máximo del eclipse. El fenómeno fue visible parcialmente en Centroamérica sobre Norteamérica, Australia, el Océano Pacífico y Asia.

### Visibilidad
El océano Pacífico se volvió hacia la Luna en el momento del eclipse. Asia central y oriental (incluida la mayor parte de Siberia), Filipinas, Indonesia, Nueva Zelanda y la mayoría de Australia tuvieron una buena visión de este espectáculo lunar en el cielo nocturno. Para Asia occidental, el subcontinente indio, Oriente Medio y Europa del Este, el eclipse estaba en marcha a medida que la luna se elevaba.
A lo largo de la costa oeste de EE. UU., La fase total comenzó a las 4:51 a. m. PST. Cuanto más al este, más cerca estaba el inicio de las fases parciales con la puesta de la luna. A lo largo de la costa atlántica de los Estados Unidos, por ejemplo, la Luna apenas había empezado a entrar en la parte más oscura de la sombra de la Tierra, la umbra, a las 6:48 a. m. EST cuando desaparecía de la vista bajo el horizonte oeste-noroeste. La duración de la fase total fue de 77 minutos, con el seguimiento de la Luna a través de la parte sur de la sombra de la Tierra. Durante la totalidad, la extremidad inferior de la Luna parecía más brillante que la extremidad superior oscura.

## Galería de fotos

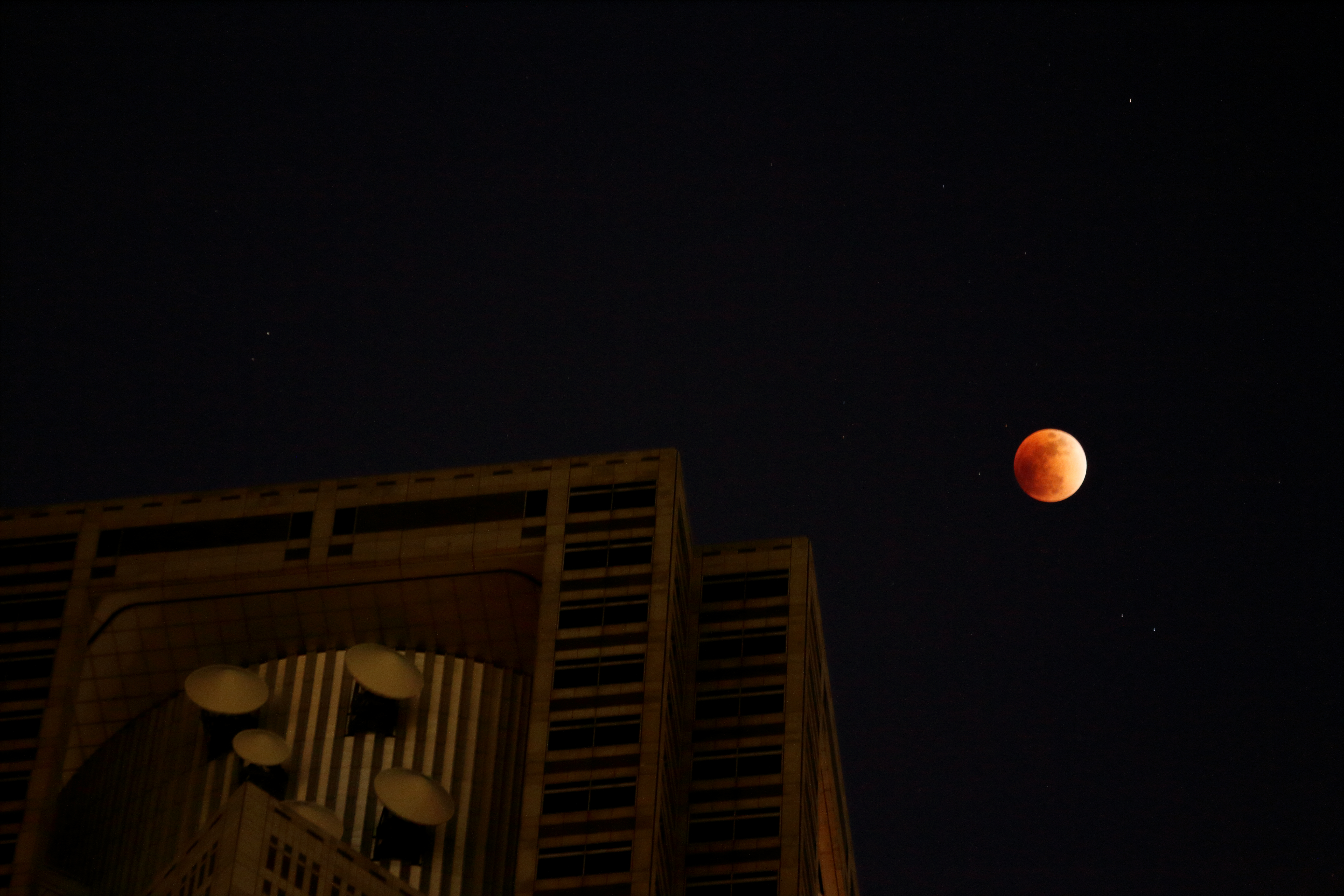
Tokyo, Japón
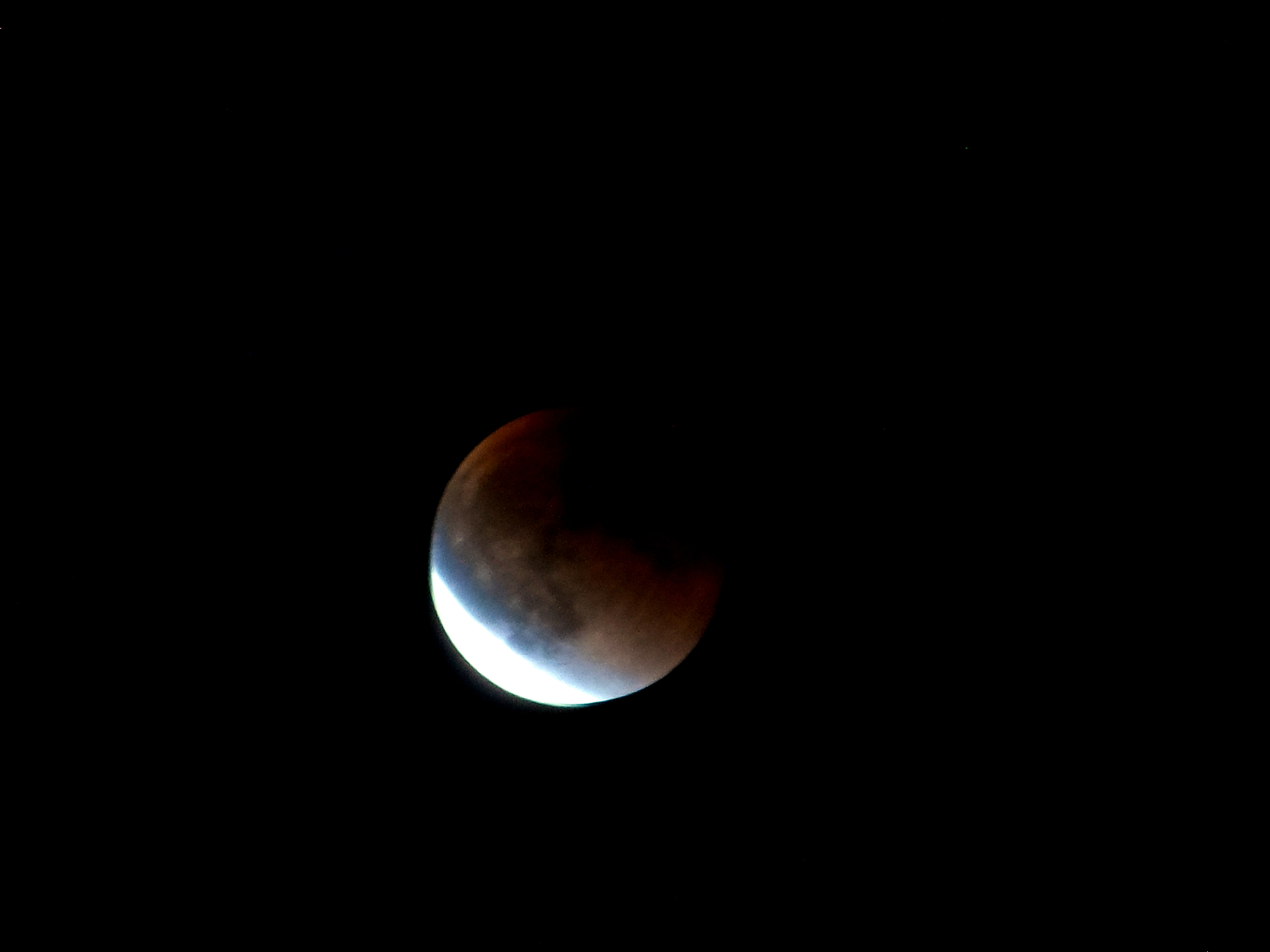
George Town, Penang, Malasia 22:16 (UTC+8)
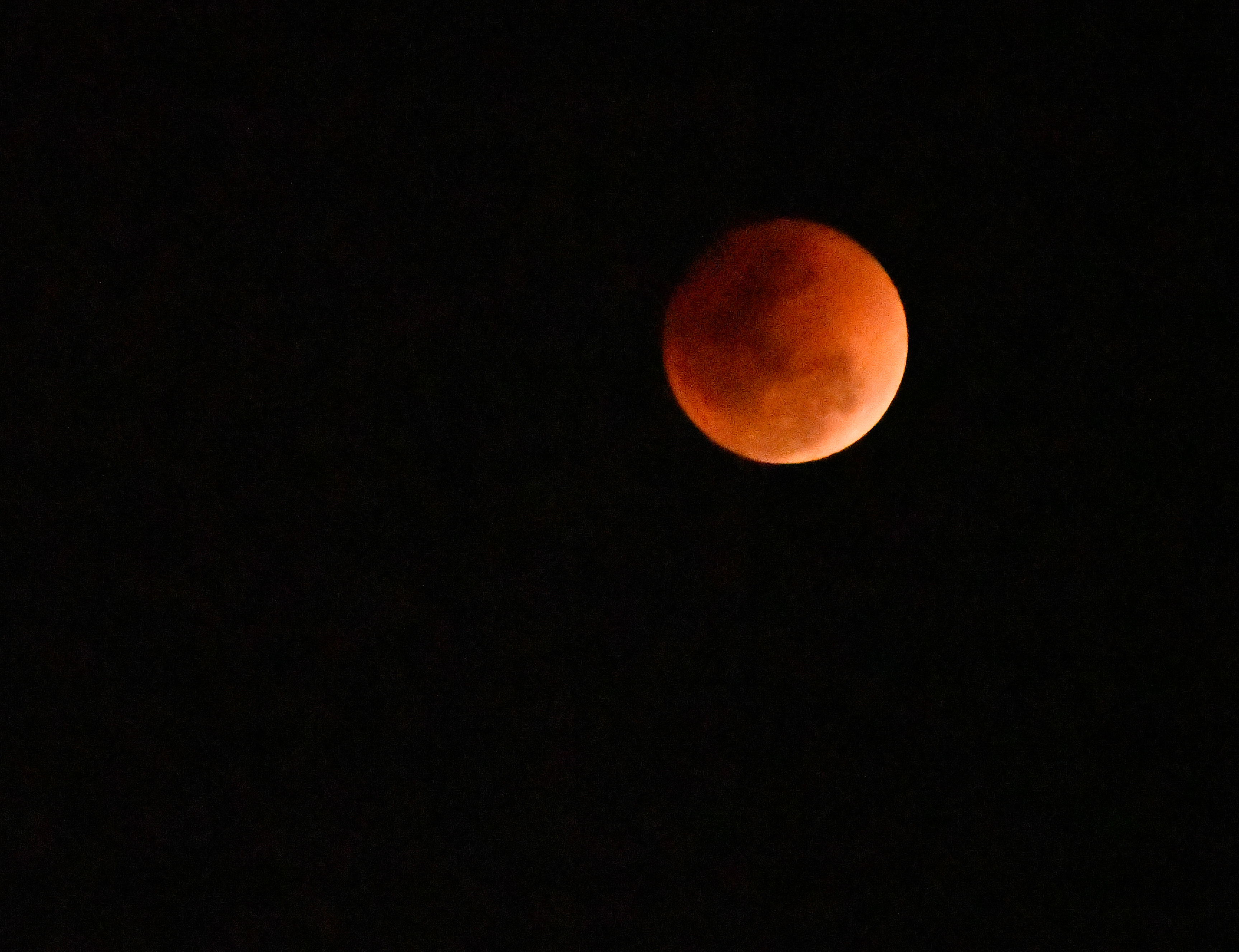
Kerala, India
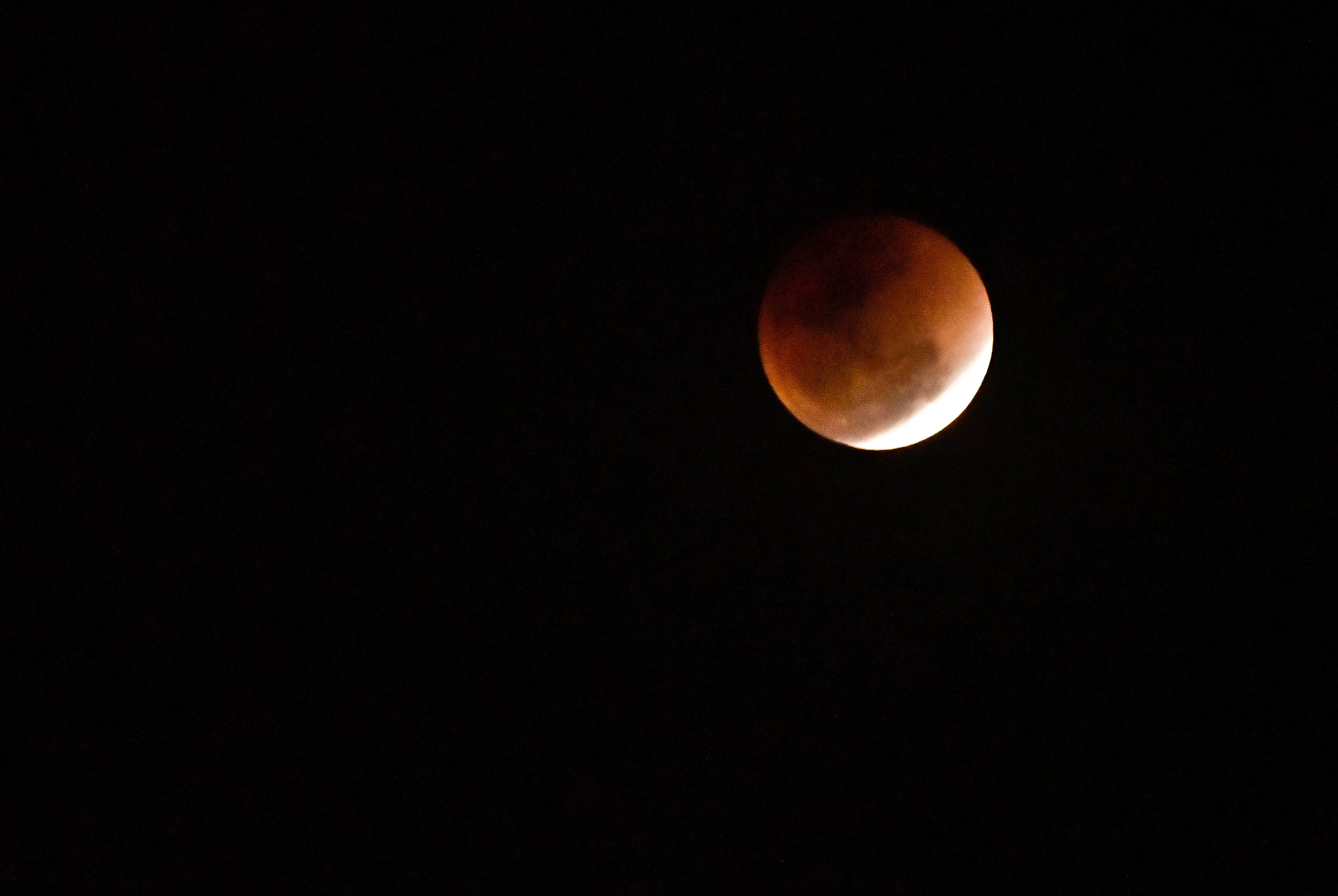
Kerala, India
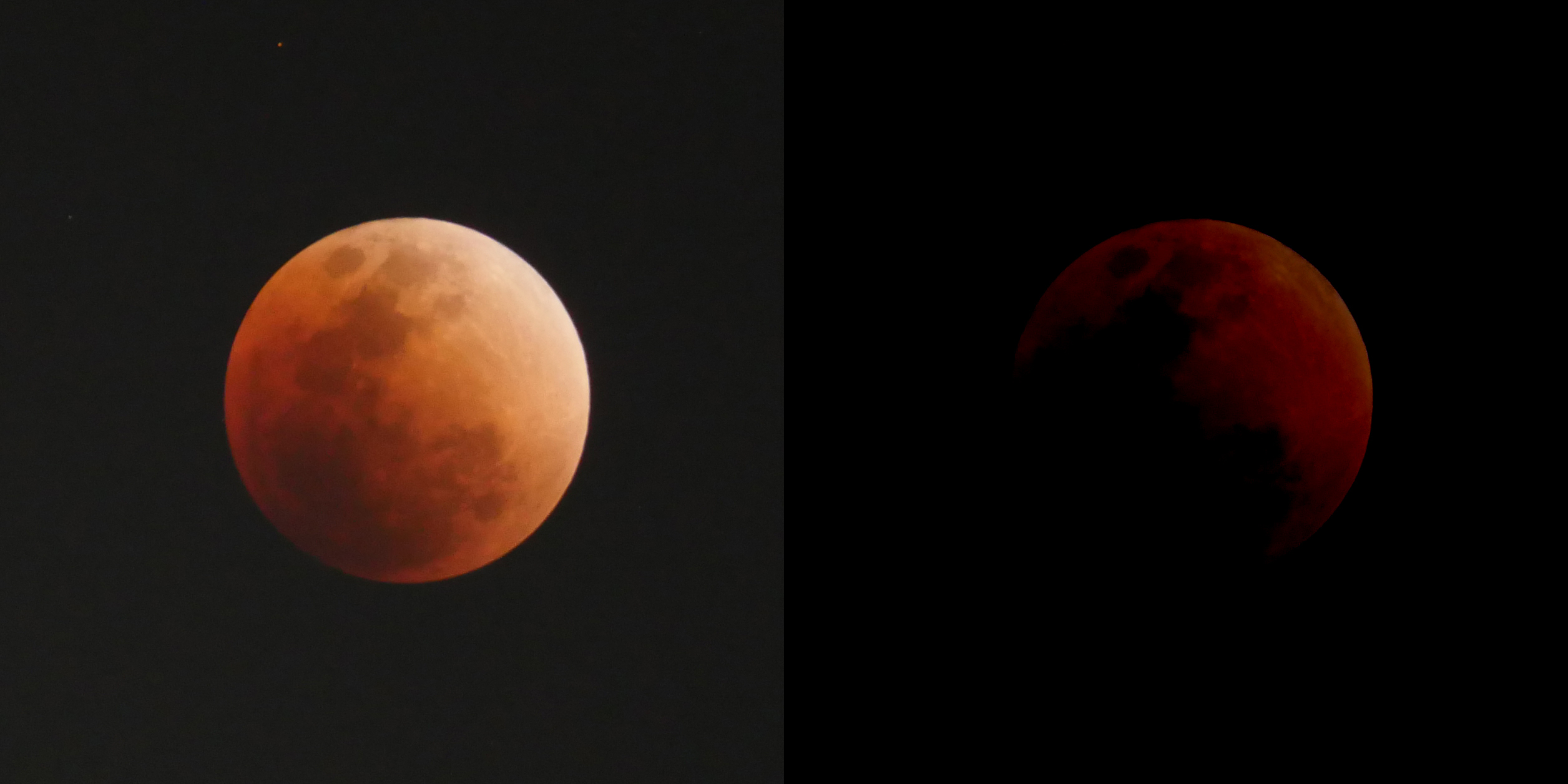
Chiang Mai, Thailand 19:56 ICT
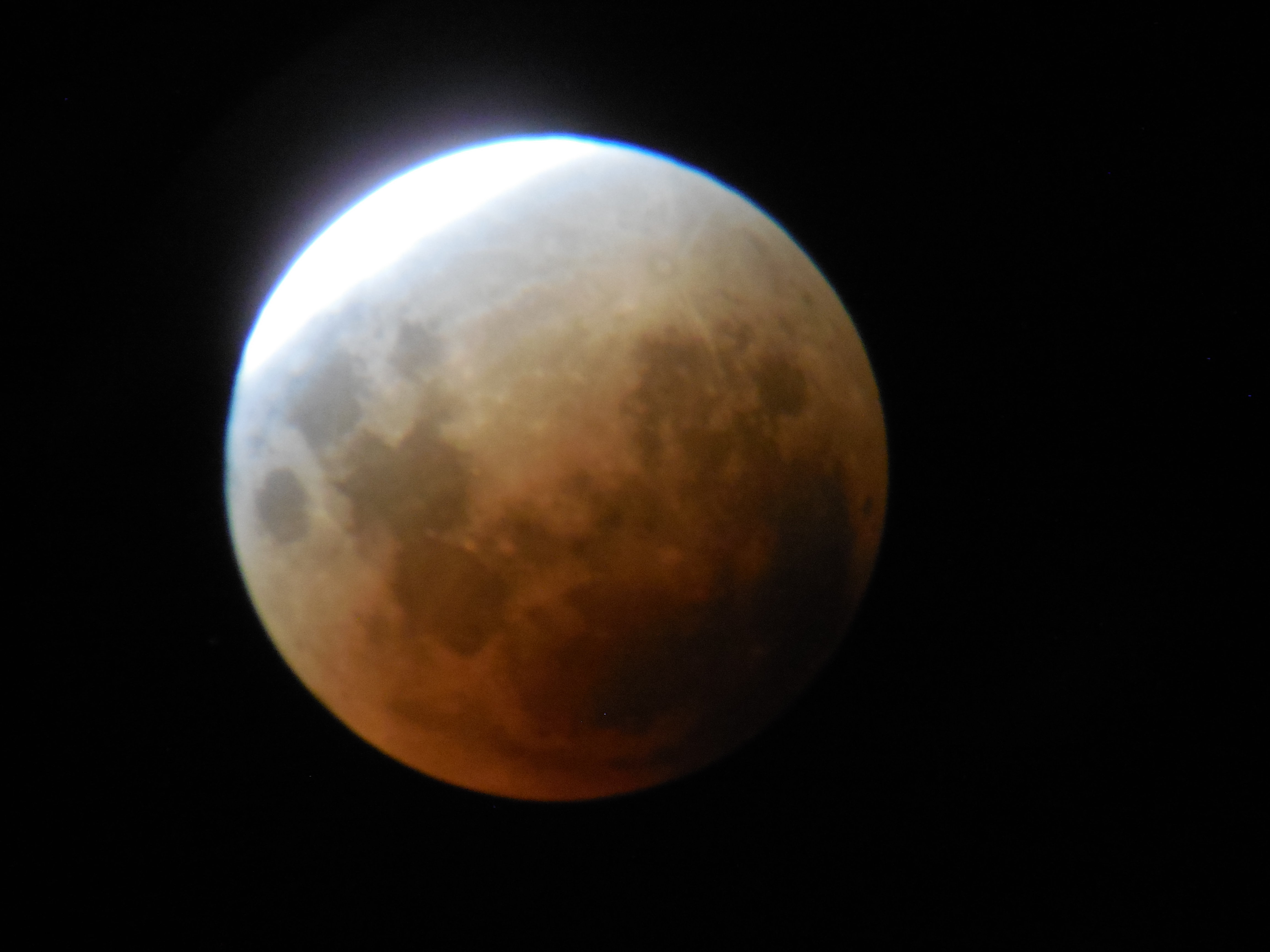
Victoria, Australia 11:48pm (UTC+11)
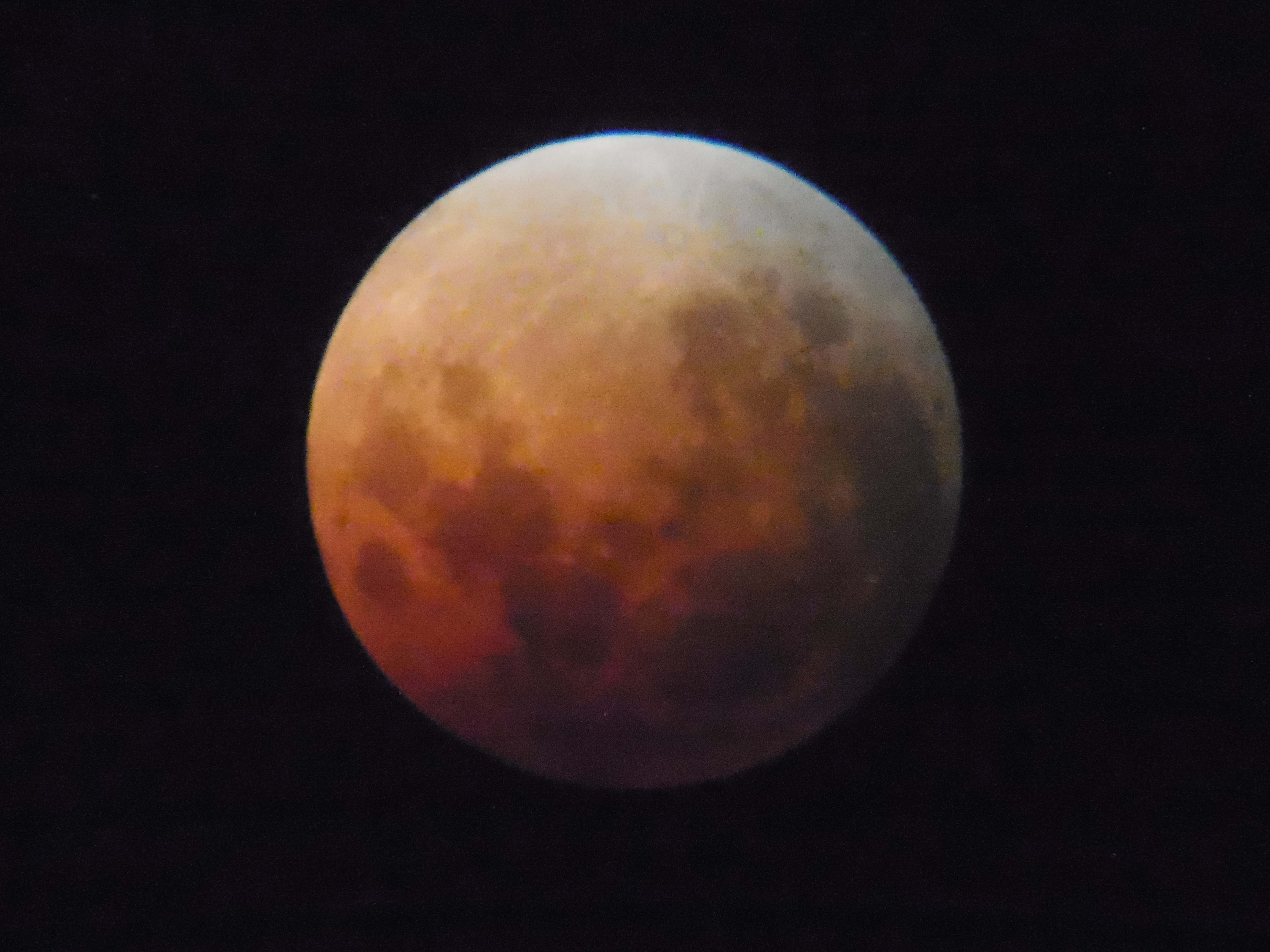
Victoria, Australia, 12:44am (UTC+11)
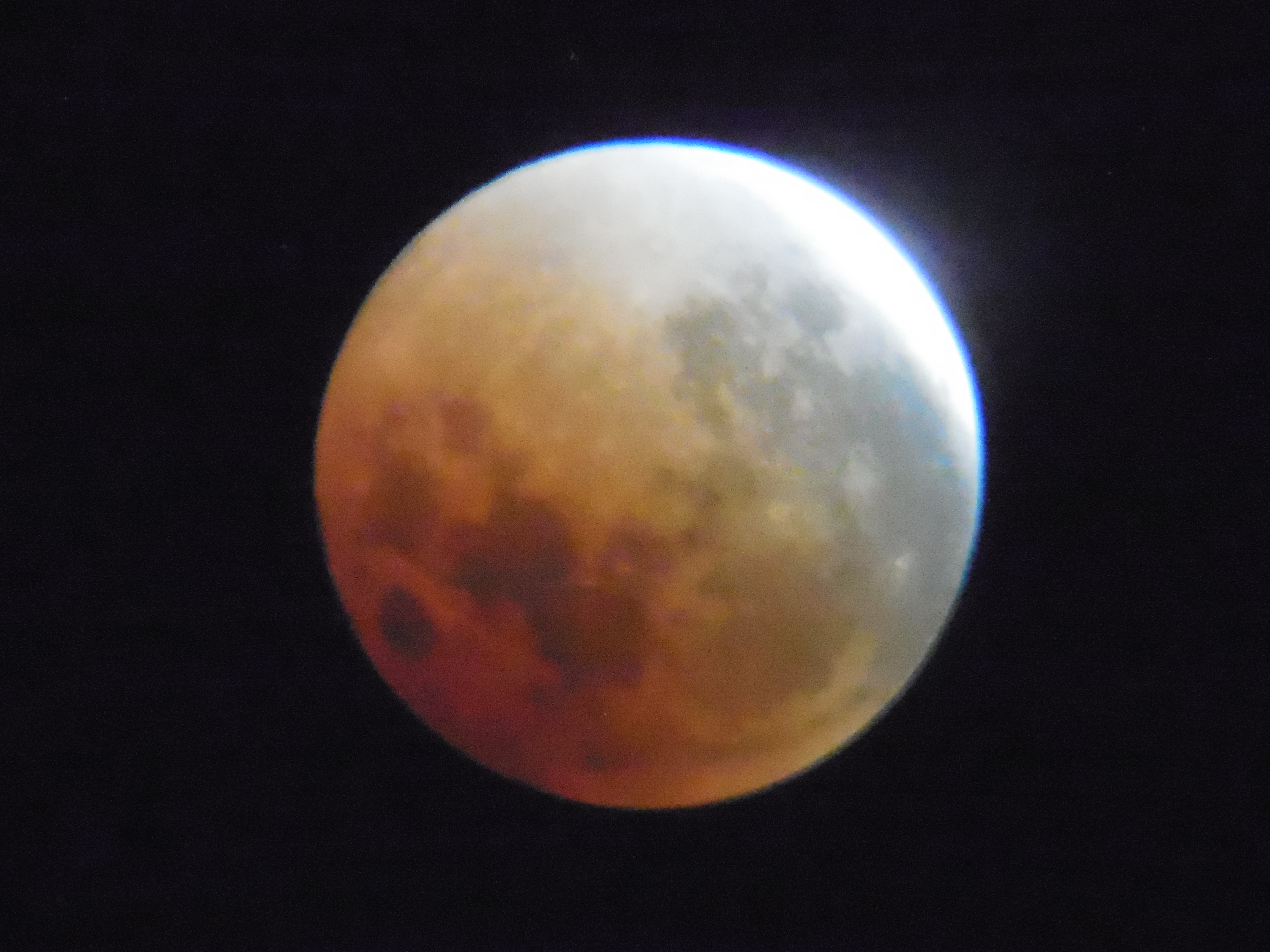
Victoria, Australia, 01:14am (UTC+11)